# Jerzy Rapf (lekarz)
Jerzy Rapf, właściwie Jan Jerzy Rapf; niem. Johann Georg Rapf (ur. ok. 1797 we Lwowie, zm. 20 lub 21 września 1874 w Sanoku) – lekarz chirurg, urzędnik i samorządowiec w Sanoku.

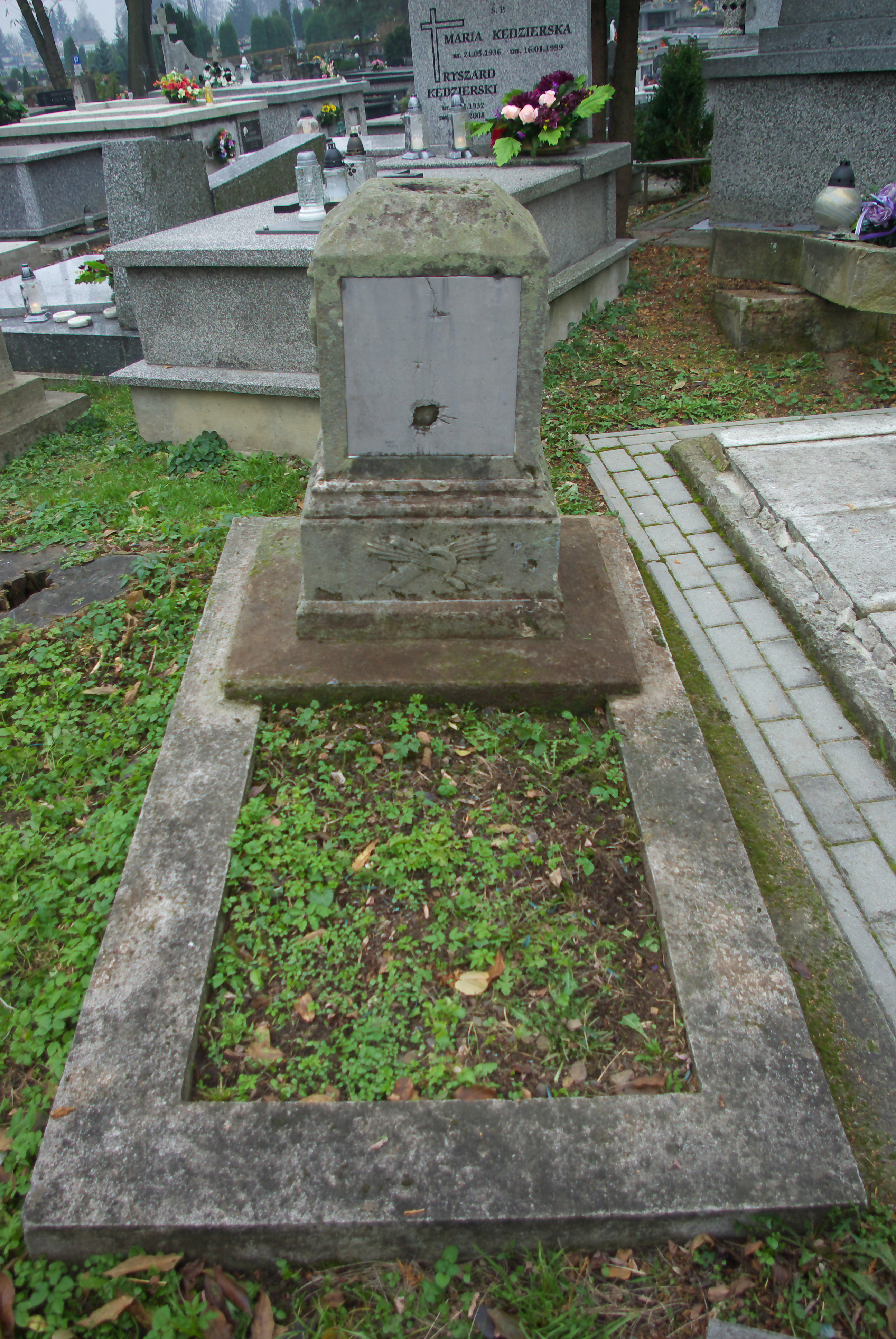
Nagrobek Jerzego i Józefy Rapfów

## Życiorys
Urodził się ok. 1797. Był synem Michała i Julianny. Pochodził z okolic Maissau koło Wiednia. Ukończył medycynę we wszechnicy wiedeńskiej. Był chirurgiem. W 1832 z polecenia cesarza Franciszka I został wraz z żoną (nauczycielką) przesiedlony wspólnie z 10 innymi rodzinami niemieckim do Sanoka w celu germanizacji, która trwała do 1848. Małżeństwo otrzymało dom przy sanockim rynku.
W Sanoku wszedł w skład zarządu Szpitala Powszechnego w Sanoku jako lekarz ordynujący, pełnił funkcję w tzw. personelu sanitarnym, pracował na stanowiskach lekarza (felczera) gminy Sanok (niem. Stadtwundarzt; Magistrate des Sanoker Kreises), od około 1856 do ok. 1861 był jednocześnie naczelnikiem gminy w Sanoku (Gemeindevorsteher) w urzędzie obwodowym w Sanoku w ramach cyrkułu sanockiego, po czym nadal pracował wyłącznie jako lekarz (felczer) gminy Sanok, a od około 1862 był głównym lekarzem w szpitalu w Sanoku, po reformie administracyjnej z 1867 pełnił stanowisko felczera gminy Sanok (Wundarzt; Stadtgemeinde in Sanok), następnie od około 1868 stanowisko lekarza gminy, sprawował też stanowisko dyrektora szpitala (późniejszej placówki przy obecnej ulicy Stanisława Konarskiego). Według innych źródeł sprawował urząd burmistrza gminy miasta Sanoka w latach od 1860 do 1867. W 1867 został wybrany radnym Sanoka.
W 1861 figurował jako właściciel posiadłości tabularnej w Łukowem. Krótkotrwale był właścicielem majątku Liszna (został w wyniku zapisu testamentowego, dokonanym przez dwie właścicielki ziemskie, które wcześniej leczył), który następnie odsprzedał. Do końca życia zamieszkiwał w Posadzie Sanockiej pod numerem domu 42. Zmarł 20 lub 21 września 1874 w wieku 77,5 lat. Pogrzeb odbył się 22 września 1874. Został pochowany na cmentarzu w Sanoku.

## Rodzina
Jego żoną była Józefa (określana jako Josephine, potem Josepha, także Josefa) z domu Loegler (pierw. Lögler) (1809-1891), która w Sanoku została nauczycielką, początkowo jako pomocnica w szkole dla dziewcząt, następnie od około 1836 pierwsza nauczycielka w tej placówce (uczyła języka niemieckiego i robótek ręcznych) i dyrektorką trzyklasowej Szkoły Panieńskiej wzgl. Szkoły Trywialnej dla Dziewcząt (Mädchen-Schule, Schola Puellarum) (według Edwarda Zająca była dyrektorką tej szkoły w latach 1840-1867, a miała odejść na znak protestu po wprowadzeniu języka polskiego w ramach autonomii galicyjskiej); była także właścicielką Lisznej. Do Sanoka przesiedliły się także jej siostry Hanna i Mitzi Loegler. Dziećmi Jerzego i Józefy Rapfów byli: Natalia Franciszka Julia (ur. 1833), Karolina Georgia wzgl. Georgia (ur., zm. 1837), Henryka Marianna Anna (1838-1839), Karol Telesfor Gaspar (1840-1866, podporucznik 58 pułku piechoty ze Stanisławowa Armii Cesarstwa Austriackiego, w szeregach tej jednostki w składzie Armii Północnej w stopniu nadporucznika poległ 27 czerwca 1866 w bitwie pod Trutnovem), Józefa (ur. 1841, zwana „Pepi”, żona Kostiantyna Tomaszczuka), August Erazm (ur. 1842), Leontyna Anna Julia (ur. 1844, żona urzędnika skarbowego Konratowicza, matka c. k. nadporucznika Alfreda Konratowicza i Karoliny, żony Włodzimierza Bańkowskiego), Julia Anna Marianna (1845-1919, żona Joachima, działacza polskiej konspiracji niepodległościowej, burmistrza Jarosławia i matka Wołodymyra Starosolskiego, ukraińskiego działacza społecznego i politycznego oraz Jadwigi, która została żoną Witolda Litwiniszyna), Jerzy wzgl. Georg (1846-1904, inżynier, ojciec Tadeusza i Jana), Maria Alojza (1847-1852), Edmund Piotr (ur. 1849, zarządca pocztowy, zm. 1902, mąż sopranistki Wilhelminy Veith, ojciec Wilhelma, Stefana - porucznika inżyniera geodety, mierniczego przysięgłego 1885-1973 i Janiny - żony Józefa Tomasika), Franciszek Józef (1851-1855), Kornel Rajmund (1854-1857). Potomstwo Rapfów spędzało czas w majątku Wełdyczów w Bełchówce. Na przełomie lat 60./70. XIX wieku w Sanoku działał także lekarz Grzegorz Rapf. Prawnuczką Jerzego Rapfa (wnuczką Edmunda i córką Stefana, c.k. geometry ewidencyjnego) była artystka malarka Izabela Rapf-Sławikowska.